# Polydor Records
Polydor Records é uma gravadora britânica, subsidiária do grupo Universal Music. Ela mantém uma estreita relação com a Interscope Records da Universal, que distribui os lançamentos da Polydor nos Estados Unidos. Em contrapartida, a Polydor distribui os lançamentos da Interscope no Reino Unido. A Polydor Records Ltd. foi criada em Londres em 1954 como subsidiária britânica da empresa alemã Deutsche Grammophon/Schallplatte Grammophon GmbH. O nome foi alterado para Polydor Ltd. em 1972.
Artistas internacionais notáveis, atuais e antigos, ligados à gravadora incluem Rainbow, Siouxsie and the Banshees, Yngwie Malmsteen, The Cure, James Brown, John Mayall, Deep Purple, Cream, The Moody Blues, The Who, Jimi Hendrix, Fishmans, Bee Gees, Lana Del Rey, Eric Clapton e Gloria Gaynor. No Brasil, a gravadora lançou álbuns de artistas como Os Mutantes, Tim Maia e Ronnie Von.

## História

### Fundação
Polydor Records foi fundada em 2 de abril de 1913 pela empresa alemã Polyphon-Musikwerke AG, em Leipzig, e registrada oficialmente em 25 de julho de 1914. Sua origem remonta a 1887, com a fundação da Firma Brachhausen & Riesener pelos inventores Gustav Adolf Brachhausen e Ernst Paul Riessner, responsáveis por fabricar uma caixa de música mecânica chamada Polyphon, criada em 1870.
Durante a Primeira Guerra Mundial, em 24 de abril de 1917, a Polyphon-Musikwerke AG adquiriu a empresa Deutsche Grammophon-Aktiengesellschaft, anteriormente propriedade britânica, que havia sido tomada pelo governo alemão por ser considerada “propriedade inimiga”. A Polydor tornou-se um braço independente do grupo Polyphon-Grammophon-Konzern e foi usada como selo de exportação a partir de 1924.
Após a separação entre as filiais britânica e alemã da Gramophone Company durante a guerra, a Deutsche Grammophon reivindicou os direitos do logotipo com o cachorro Nipper e o gramofone dentro da Alemanha, enquanto os discos da marca His Master's Voice passaram a ser lançados com o selo Electrola, substituindo a empresa britânica. Por isso, os discos exportados pelo Deutsch Grammophon fora da Alemanha usavam o selo Polydor.
A partir da década de 1920, os discos exportados pela Deutsche Grammophon eram lançados pelos selos Polyphon Musik e Polydor. Novas filiais foram fundadas no exterior, como na Áustria, Dinamarca, Suécia e França. Em 1941, a Siemens & Halske adquiriu a Deutsche Grammophon (incluindo a Polydor). 
A Polydor se tornou oficialmente um selo de música popular em 1946, enquanto a Deutsche Grammophon Gesellschaft passou a atuar como selo de música clássica a partir de 1949. A Polydor permaneceu como selo de exportação da Deutsche Grammophon, principalmente com álbuns de música clássica, na França e em países de língua espanhola, durante o restante da era dos discos de vinil.
A subsidiária Polydor Records Ltd. foi fundada em Londres em 1954, quando a cor vermelha passou a ser usada no selo dos discos de vinil.
Em 1962, a Siemens firmou uma parceria com a Philips, formando o grupo Grammophon-Philips Group, do qual a Polydor tornou-se um selo subsidiário. 
Na década de 1960, a Polydor decidiu investir em vários artistas de rock. No início da década de 1960, o maestro Bert Kaempfert, com a Polydor, assinou com artistas ainda desconhecidos como Tony Sheridan e The Beatles (creditados como The Beat Brothers). Durante o final da década de 1960, a Polydor lançou álbuns de John Mayall & the Bluesbreakers, Cream, The Who, Jimi Hendrix, Bee Gees e Eric Clapton.
A Polydor abriu sua filial nos Estados Unidos em 1969. Até então, seu catálogo era licenciado para a Atlantic Records. A presença nos EUA só se consolidou de fato após a compra do contrato e catálogo do artista de R&B James Brown, em 1971, e a incorporação da MGM Records pela sua controladora PolyGram em 1972.

### PolyGram
Em 1972, o grupo Grammophon‑Philips formou a PolyGram, unindo a Polydor e a PhonoGram. A Polydor seguiu funcionando como um selo subsidiário. 
Durante os anos 1970, a Polydor cresceu como uma importante gravadora de rock, com lançamentos de artistas como Bee Gees e Gloria Gaynor.
Em 1984, a gravadora foi parodiada no filme Spinal Tap, onde apareceu sob o nome fictício de "Polymer Records". Curiosamente, a própria Polydor distribuiu o álbum do filme.
No início dos anos 1990, a Polydor começou a apresentar um desempenho financeiro insatisfatório. A PolyGram decidiu reorganizar suas operações internas e criou o PolyGram Label Group (PLG), que incorporou selos como Island, London, Atlas e Verve — incluindo a própria Polydor. Em 1994, com a recuperação da Island Records, a PolyGram dissolveu o PLG, e a Polydor fundiu-se à Atlas Records, operando brevemente como “Polydor/Atlas” dentro da A&M Records. Em 1995, o nome voltou a ser apenas Polydor Records.

### Anos recentes
A gravadora buscou se manter ativa assinando novos artistas e relançando trabalhos antigos. Em 1998, a PolyGram foi comprada pela Seagram e incorporada à Universal Music Group (UMG). Durante essa fusão, as operações da Polydor nos EUA foram absorvidas pela divisão Interscope-Geffen-A&M. Suas operações internacionais continuaram ativas, com seus lançamentos distribuídos nos EUA pelos selos Interscope e A&M.
Hoje, na América do Norte, o nome e o logotipo da Polydor são usados principalmente em reedições de lançamentos das décadas de 1960 e 1970. A Island Records cuida da distribuição da maioria dos lançamentos da Polydor anteriores a 1998, especialmente os catálogos pop/rock da Decca. Já a Republic Records cuida dos relançamentos de James Brown, MGM Records e Verve Records. Apesar disso, nos anos 2010, a Interscope Records lançou discos de Lana Del Rey e Azealia Banks sob a marca Polydor.
Em 2024, a Polydor passou a integrar oficialmente o Interscope Capitol Labels Group da UMG.

## Polydor no Brasil
A Polydor começou a operar no Brasil como parte do conglomerado internacional da Philips Records, por meio da Companhia Brasileira de Discos, que veio a ser renomeada como Phonogram e posteriormente PolyGram do Brasil. A gravadora teve atuação destacada a partir da década de 1960, consolidando-se como uma das principais responsáveis pela difusão da música popular brasileira e da soul music nacional. Sob a direção de Jairo Pires (indicado por André Midani, presidente da Philips), o selo apostou em artistas de apelo popular, como Os Mutantes, Rita Lee, Tim Maia e Odair José, além de nomes ligados ao movimento black, como Cassiano, Gerson King Combo e Hyldon.

Durante os anos 1970 e 1980, a Polydor Brasil teve papel relevante na consolidação da MPB, do soul e da música romântica, lançando obras de diversos artistas consagrados. A gravadora manteve presença ativa no mercado nacional até a fusão da PolyGram com a Universal Music Group em 1999, quando suas operações passaram a integrar oficialmente a Universal Music Brasil. Desde então, o selo Polydor continua sendo utilizado principalmente para reedições e projetos especiais no país.